# STS-112
STS-112 (Space Transportation System-112) var Atlantis 26. rumfærge-mission.
Opsendt 7. oktober 2002 og vendte tilbage den 18. oktober 2002.
Rumfærgen lagde til ved Den Internationale Rumstation, tre rumvandringer blev udført i løbet af missionen der varede i næsten 12 døgn.
Med som last til Den Internationale Rumstation var segmentet S1 der blev hægtet på S0-segmentet i løbet af tre rumvandringer.
Atlantis fløj først igen i 2006 på STS-115 missionen.

## Besætning
- Jeffrey Ashby (kaptajn)
- Pamela Melroy (pilot)
- David Wolf (1. missionsspecialist)
- Sandra Magnus (2. missionsspecialist)
- Piers Sellers (3. missionsspecialist)
- Fyodor Yurchikhin (4. missionsspecialist) (RKA)

## Missionen
- S1 segmentet i rumfærgens lastrum.
- S1 segmentet sat på plads på rumstationen.
- Atlantis efter endt mission på Kennedy Space Center.

Hovedartikler: